# Convenció per a la Conservació dels Recursos Vius Marins Antàrtics
La Convenció per a la Conservació dels Recursos Vius  Marins Antàrtics (CCRVMA) és un tractat internacional celebrat a Canberra, Austràlia el 1980, i que va entrar en vigor el 1982 com a part del Sistema del Tractat Antàrtic.
Després del començament de l'explotació del kril es va realitzar del 7 al 20 de maig de 1980 la Conferència sobre la Conservació dels Recursos Vius Marins Antàrtics celebrada a fi de conservar la flora i la fauna marina antàrtica. Després de la conferència l'1 d'agost de 1980 es va obrir a la signatura dels participants la convenció redactada a la mateixa.
La CCRVMA s'encarrega de regular la pesca de les espècies de l'oceà Austral, especialment lluç negre, Lithodes i kril (baula essencial de la cadena tròfica dels principals animals de la fauna antàrtica). Aquest organisme està conformat per 26 països membres i totes les decisions s'adopten per unanimitat.
Al gener de 2019 la convenció ha estat ratificada per la Unió Europea i 25 països: Alemanya, Argentina, Austràlia, Bèlgica, Brasil, Xile, Xina, Corea del Sud, Espanya, Estats Units, França, Índia, Itàlia, Japó, Namíbia, Nova Zelanda, Noruega, Polònia, Regne Unit, Rússia (ratificat sota la Unió soviètica), Sud-àfrica, Suècia, Ucraïna i Uruguai. Equador es va adherir com a nou membre el 19 d'octubre de 2022. Altres 11 països són adherents a la convenció: Bulgària, Canadà, Finlàndia, Grècia, Illes Cook, Maurici, Països Baixos, Pakistan, Panamà, Perú i Vanuatu.

## Ordenació basada en l'ecosistema
Com a responsable de la conservació dels ecosistemes marins antàrtics, la CCRVMA posa en pràctica un enfocament d'ordenació centrat en l'ecosistema. Aquest no exclou l'explotació dels recursos, sempre que sigui feta de manera sostenible i tingui en compte els efectes de la pesca en altres components de l'ecosistema.

## Comissió internacional
La CCRVMA és una comissió internacional que compta amb 26 països membres, i amb 11 països més que s'han adherit a la Convenció. Basant-se en la millor informació científica disponible, la Comissió adopta un conjunt de mesures de conservació que regulen la utilització dels recursos vius marins a l'Antàrtida.
Els principals components institucionals de la CCRVMA són:
- i) la Convenció de la CRVMA que va entrar en vigor el 7 d'abril de 1982

- ii) l'òrgan decisori, la Comissió

- iii) el Comitè Científic, que assessora la Comissió utilitzant la millor informació científica disponible

- iv) les Mesures de Conservació i les resolucions
- v) l'Afiliació a la CCRVMA i les disposicions per fomentar la col·laboració i la cooperació a nivell internacional

- vi) la Secretaria, amb seu a Hobart, Tasmània, que recolza la tasca de la Comissió.

Els programes de recerca i de seguiment i la implementació de les mesures de conservació de la CCRVMA a l'Àrea de la Convenció són contribucions importants per a la seguretat alimentària global.

## Àrees marines protegides
Entre les mesures preses per la CCRVMA hi ha la creació de dues àrees marines protegides:
- Àrea marina protegida a la plataforma sud de les Illes Orcades del Sud: creada el 2009 i que té una superfície de prop de 94.000 quilòmetres quadrats. Està limitada per una línia que comença als 61° 30' S, 41° O; continua cap a l'oest fins als 44° O de longitud; després cap al sud fins als 62° S de latitud; després cap a l'oest fins als 46° O; després cap al nord fins als 61° 30' S; continua cap a l'oest fins als 48° O de longitud; després cap al sud fins als 64° S de latitud; després cap a l'est fins als 41 O de longitud; i després cap al nord fins al punt d'inici.[7]
- Àrea Marina Protegida a la regió del mar de Ross: creada el 2016. Està composta per la Zona de Protecció General (3 àrees), la Zona Especial de Recerca i la Zona de Recerca del Kril.[8]